# George McClellan

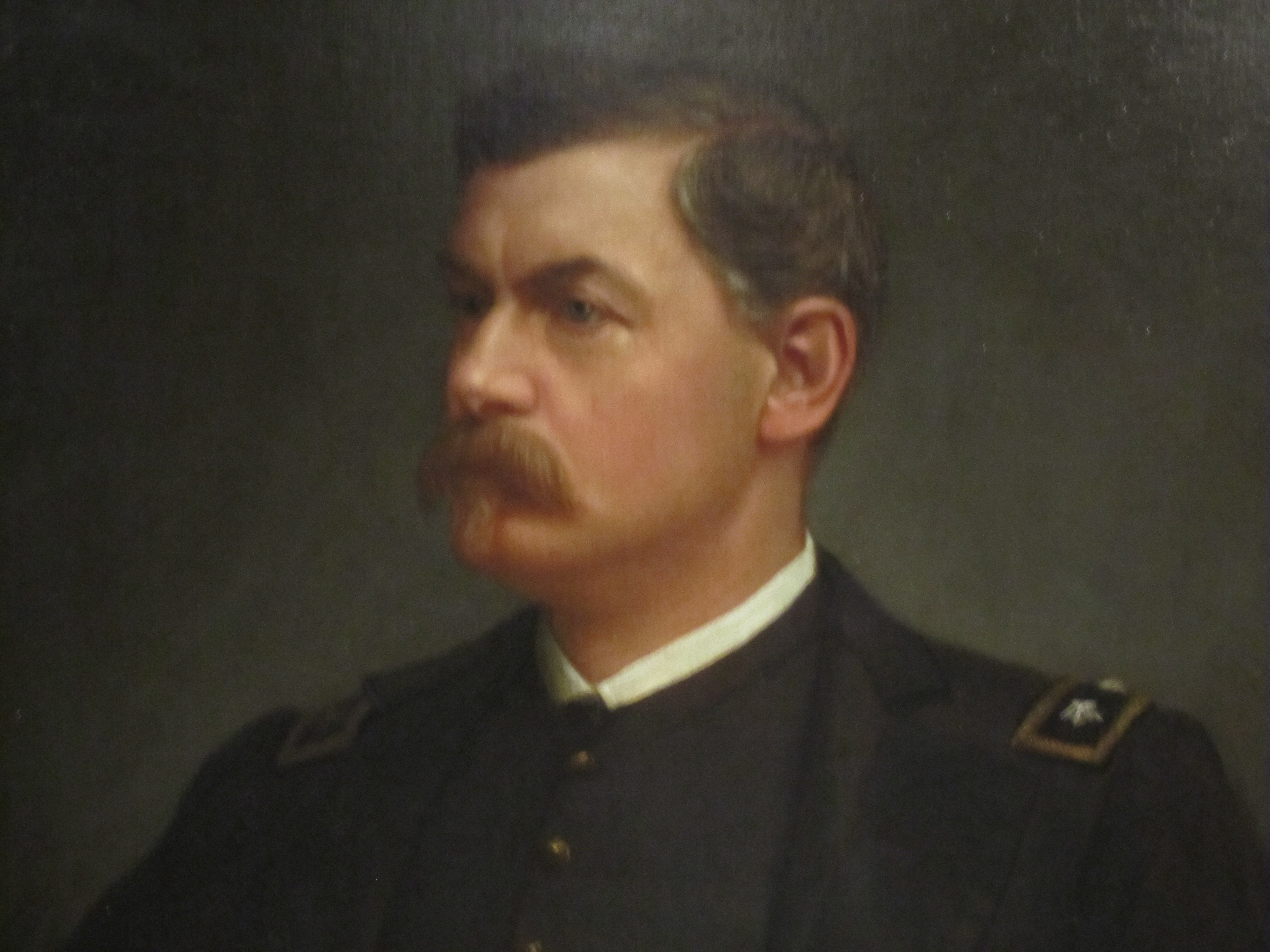
Een deel van het portret van McClellan door Julian Scott

George Brinton McClellan (Philadelphia, 3 december 1826 – Orange, 29 oktober 1885) was een Amerikaans generaal-majoor die tijdens de Amerikaanse Burgeroorlog aan de zijde van de Noordelijke staten vocht. In 1864 was hij presidentskandidaat voor de Democratische Partij en tussen 1878 en 1881 was hij gouverneur van New Jersey.
McClellan stond aan de wieg van de Army of the Potomac en diende tussen november 1861 en maart 1862 als opperbevelhebber van de Noordelijke legers. Zijn organisatietalent en oog voor detail bleken waardevol bij de opbouw van legers, al overschatte hij echter voortdurend de sterkte van de vijand en liet hij tijdens veldslagen zijn numerieke overmacht vaak onderbenut. Zo draaide McClellans Schiereilandveldtocht in 1862 op een mislukking uit, toen het Noordelijke leger zich voor de veel kleinere Zuidelijke Army of Northern Virginia onder leiding van Robert E. Lee terugtrok en er niet in slaagde om de vijandelijke hoofdstad, Richmond, in te nemen. McClellan kon na de bloedige Slag bij Antietam weliswaar Lees invasie in Maryland afslaan, maar vernietigde Lees leger niet volledig. Zijn commando werd hierdoor in twijfel getrokken door president Abraham Lincoln, die hem uiteindelijk het commando ontnam, eerst als opperbevelhebber en vervolgens ook als bevelhebber van de Army of the Potomac. Lincolns evaluatie van McClellan luidde als volgt: "Ook al kan McClellan niet vechten, hij blinkt erin uit om anderen te laten vechten." McClellan was echter een populaire bevelhebber, die het moraal en de noden van de soldaten vooropstelde.
Ook na de oorlog kwamen McClellan en Lincoln niet overeen. In 1864 was McClellan voor de Democraten Lincolns tegenstander in de presidentsverkiezingen, maar hij verloor deze (verkiezings)strijd. Tussen 1878 en 1881 diende hij als gouverneur van New Jersey. Hij overleed in 1885 aan een hartaanval.

## Vroege jaren

### Jeugd en studie
McClellan werd geboren op 3 december 1823 in Philadelphia (Pennsylvania). Zijn vader, dokter George McClellan (1796–1847) was een gerespecteerde oogheelkundige en medestichter van de Thomas Jefferson University. Dr. McClellan was van Noord-Ierse afkomst. Zijn moeder was Elizabeth Sophia Steinmetz Brinton McClellan (1800–1889), dochter van een lokale vooraanstaande familie. Ze hadden samen vijf kinderen: Frederica, John, George, Arthur en Mary.
Toen George McClellan vijf jaar oud was ging hij naar een kleuterschool ("infant school") en vervolgens naar een privéschool, die door de astronoom Sears Cook Walker werd geleid. Eens hij tien jaar oud was, kreeg hij thuisonderwijs van de Duitse classicus Schiffer, die hem in het Frans en Latijn liet converseren. In 1838 en 1839 kreeg hij extra scholing op de privéacademie van dominee Samuel W. Crawford.
Door zijn uitgebreide scholing werd McClellan in 1840, op dertienjarige leeftijd, toegelaten voor een studie rechten aan de Universiteit van Pennsylvania. Na twee jaar veranderde hij van gedachten en wilde hij een militaire loopbaan opbouwen. Met de hulp van zijn vader stuurde hij een brief naar president John Tyler om toegelaten te worden tot de United States Military Academy (West Point) in 1842. Of de president zich daadwerkelijk met de nominatie heeft bemoeid is onbekend, maar McClellan werd in elk geval voor de opleiding geselecteerd. De academie liet hier voor één keer de minimumleeftijd van 16 varen.
In West Point was hij een energieke en ambitieuze cadet. Hij voelde zich sterk aangetrokken tot de theorieën van Dennis Hart Mahan en de theoretisch-strategische principes van Antoine Henri Jomini. Zijn beste vrienden waren aristocratische cadetten uit het Zuiden, zoals James Stuart, Dabney Maury, Cadmus Wilcox en A. P. Hill. McClellan zou later stellen dat deze contacten hem een diepgaand inzicht verschaften in de Zuidelijke ideeën en de politieke en militaire implicaties van de breuklijnen die tussen de Noordelijke en Zuidelijke staten speelden in de aanloop naar de Amerikaanse Burgeroorlog. In 1846 studeerde hij af als tweede van een klas van 59. Hij trad in militaire dienst als een gebrevetteerd tweede luitenant bij het geniekorps.

### Mexicaans-Amerikaanse Oorlog
Na zijn aanstelling bij de genie ontving hij al snel orders om zich naar het front in Mexico te begeven. Hij ontscheepte in oktober 1846 aan de monding van de Rio Grande. Zijn uitrusting bestond uit een dubbelloopsgeweer, twee pistolen, een sabel, een zwaard en een bowiemes. Hij was net te laat voor de Amerikaanse overwinning bij Monterrey. Tijdens een tijdelijk bestand waarin de troepen van generaal Zachary Taylor niets omhanden hadden, werd McCellan ziek door dysenterie en malaria die hem een maand werkonbekwaam maakte. De volgende jaren had hij regelmatig last van malaria-aanvallen die hij zijn “Mexicaanse ziekte” noemde. Tijdens de oorlog werd hij bevorderd tot gebrevetteerd eerste luitenant na de Slag bij Contreras en de Slag bij Churubusco en tot gebrevetteerd kapitein na de Slag bij Chapultepec. Hij voerde eveneens verkenningsmissies uit voor luitenant-generaal Winfield Scott die een goede vriend was van zijn vader.
Tijdens de oorlog zou hij verschillende ideeën ontwikkelen die invloed zouden hebben op zijn latere militaire en politieke loopbaan. Hij leerde de waarde inschatten van flankeerbewegingen en belegeringen. Hij leerde ook veel van Winfield Scott over het evenwicht tussen politieke en militaire aspecten, het belang van een goede relatie met de lokale bevolking door een strikte discipline bij de soldaten om onnodige schade te voorkomen. Hij was geen voorstander van vrijwilligerssoldaten en officieren, maar ook in het bijzonder voor politici die geen oog hadden voor discipline en training.

### Militaire loopbaan in vredestijd
Na de oorlog keerde McClellan terug naar zijn geniecompagnie in West Point, waar hij zich voornamelijk bezighield met het trainen van cadetten. In juni 1851 werd hij naar Fort Delaware gestuurd, dat toen in aanbouw was. In maart 1852 diende hij zich aan te melden bij kapitein Randolph B. Marcy in Fort Smith, Arkansas. Hij werd de tweede bevelhebber voor een expeditie om de bronnen van de Red River in kaart te brengen. Tegen juni had de expeditie de bron van de noordelijke zijarm gevonden. Marcy vernoemde een kleine zijrivier naar McClellan; McClellan’s Creek. Toen de expeditie op 28 juli terugkeerde in de bewoonde wereld, kwamen McClellan en Marcy tot de vaststelling dat ze als dood opgegeven waren.
In de herfst van 1852 publiceerde McClellan een handboek over bajonettactieken die hij uit het Frans had vertaald. Hij kreeg datzelfde jaar een opdracht om in Texas de rivieren en havens in kaart te brengen. In 1853 nam hij deel aan de Pacific Railroad surveys in opdracht van de Amerikaanse minister van Oorlog Jefferson Davis om een goede route uit te tekenen voor de op stapel staande transcontinentale spoorweg. McClellan concentreerde zich op het stuk tussen St. Paul, Minnesota en Puget Sound. Tijdens deze opdracht vertoonde hij “insubordinatie” tegenover leidende politieke figuren. Zo was Isaac Stevens, gouverneur van het Washingtonterritorium ontevreden over de werkzaamheden van McClellan. De gouverneur eiste de logboeken ter inzage op, maar McClellan weigerde, waarschijnlijk door de persoonlijke commentaren van McClellan.

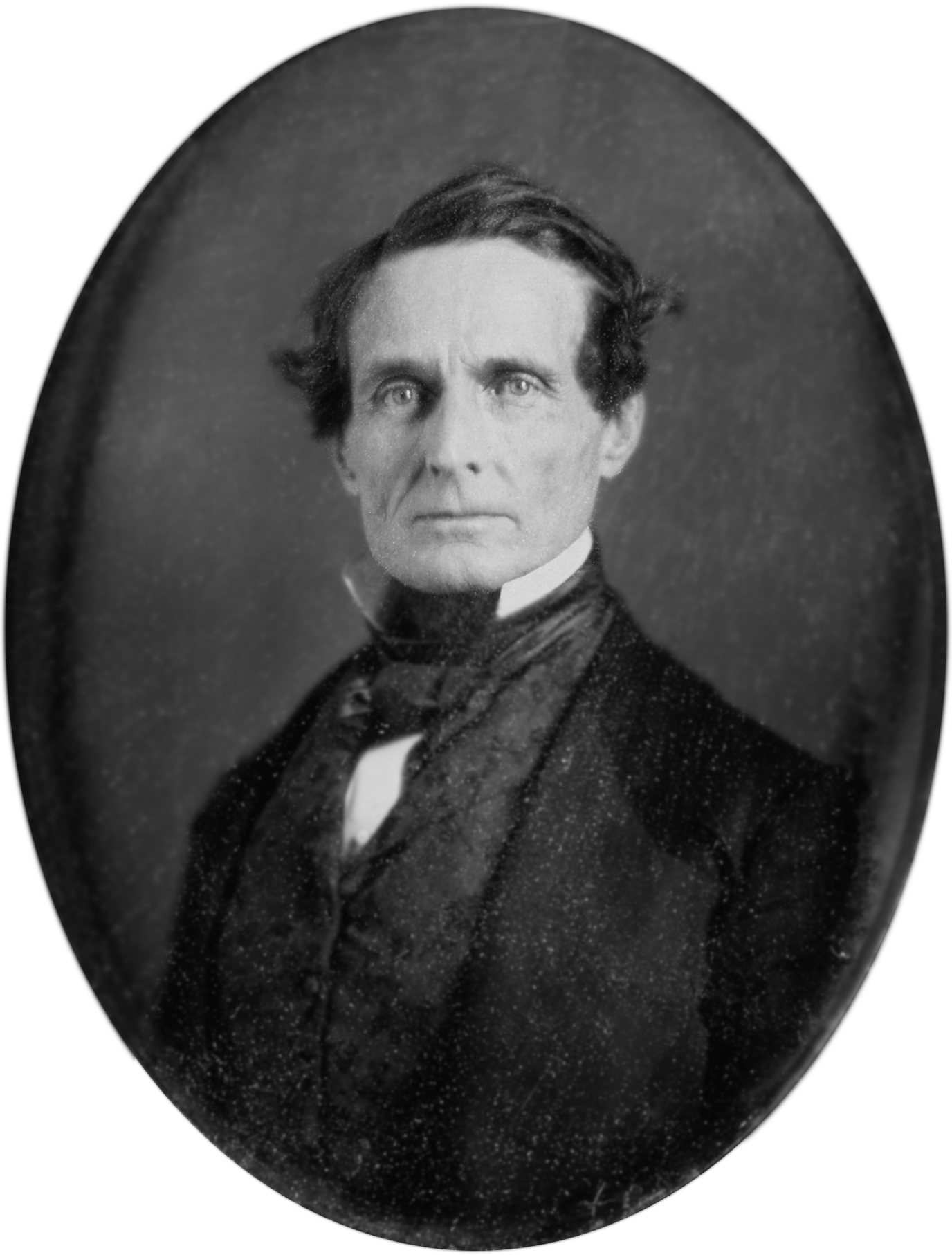
Een daguerreotypie van Jefferson Davis

Toen hij terug was in het oosten begon McClellan zijn toekomstige vrouw Mary Ellen Marcy (1836-1915), de dochter van zijn voormalige bevelhebber, het hof te maken. Ellen, of Nelly, weigerde zijn eerste huwelijksaanzoek. Ze had er negen ontvangen, waaronder een van A.P. Hill die een goede vriend van McClellan was. Ellen Marcy accepteerde het huwelijksaanzoek van Hill in 1856, maar haar familie verzette zich hiertegen waarop Hill zich terugtrok.
In juni 1854 werd McClellan op een geheime verkenningsmissie gestuurd naar Santo Domingo in opdracht van Jefferson Davis. McClellan maakte een rapport op van de lokale defensieve structuren. (Deze informatie zou pas worden gebruikt in 1870 door president Ulysses S. Grant toen hij plannen had om Dominicaanse Republiek te annexeren.) Davis begon McClellan meer en meer als een protegé te behandelen. Hij werd door Davis eropuit gestuurd om de algemene toestand van de verschillende spoorwegen te evalueren, opnieuw met het oog op de transcontinentale uitbreiding. In maart 1855 werd McClellan gepromoveerd tot kapitein en toegewezen aan de 1st U.S. Cavalry regiment.
Dankzij zijn politieke connecties en zijn kennis van het Frans werd McClellan in 1855 naar de Krimoorlog gestuurd als observator bij de Europese legers. Hij was onder andere getuige van de belegering van Sebastopol. Terug in Amerika werkte hij aan een lijvig rapport over het beleg en de staat van de Europese legers. Hij schreef ondertussen ook een handleiding over het gebruik van cavalerie geïnspireerd door de inzet van de Russische cavalerie op de Krim.
Hij vermeldde weliswaar niets over de inzet van de “rifled muskets” die in de burgeroorlog een grote rol zouden vervullen. Het leger gebruikte zijn handleiding over de cavalerie als standaardwerk. Ook zijn ontwerp van een nieuw type zadel, het zogenaamde “McClellanzadel”, werd ingezet. Het werd standaarduitrusting en wordt tot op heden nog gebruikt voor ceremoniële functies.

### Burgerleven

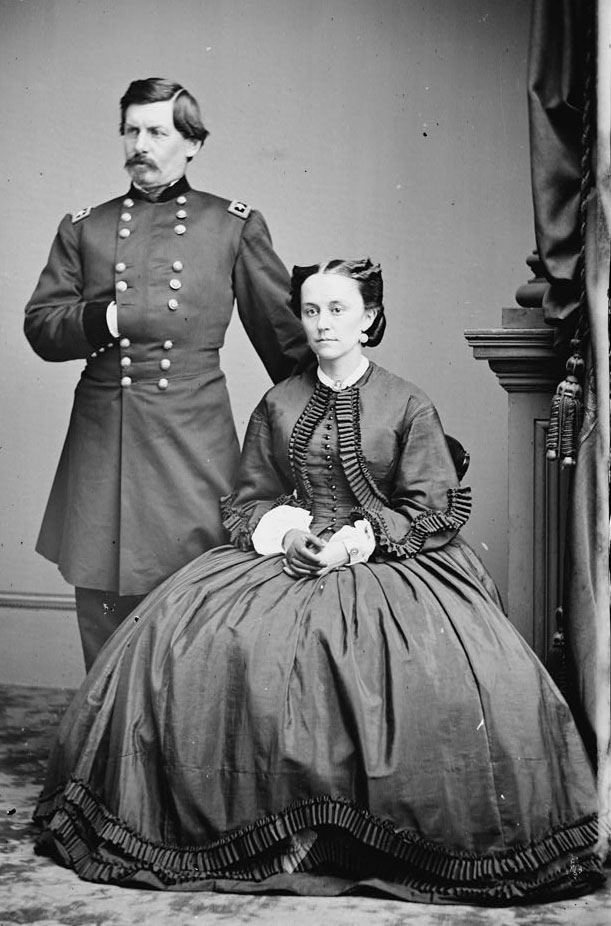
George B. McClellan en Mary Ellen Marcy (Nelly) McClellan

Op 16 januari 1857 nam McClellan ontslag uit het leger en vond werk als hoofdingenieur en vicevoorzitter van de Illinois Centralspoorweg. In 1860 werd hij eveneens voorzitter van de Ohio en Mississippi spoorweg. Hij breidde de Illinois Central uit naar New Orleans en hielp de Ohio en Mississippi over de Paniek van 1857. Ondanks zijn professioneel succes en lucratief salaris (10.000 dollar per jaar) was het burgerleven niet aan hem besteed. In zijn vrije tijd bleef hij de klassieke militaire oorlogsvoering bestuderen. Tijdens de Utah Oorlog tegen de Mormonen wilde hij opnieuw naar het leger. Hij overdacht ook om dienst te nemen als vrijbuiter voor Benito Juárez in Mexico.
Reeds voor het uitbreken van de Amerikaanse Burgeroorlog werd McClellan betrokken in het politieke leven. Hij nam actief deel aan het steunen van de Democratische kandidaat Stephen A. Douglas tijdens de presidentsverkiezingen van 1860. In oktober kon McClellan opnieuw Mary Ellen Marcy het hof maken, ditmaal met succes en op 22 mei 1860 stapten zij in het huwelijk in Calvary Church in New York.

## Amerikaanse Burgeroorlog

### Ohio en strategische plannen
Aan het begin van het conflict was McClellans kennis over strategie en tactiek enerzijds en zijn kennis van het spoorwegennet anderzijds een sterke troef. Hij werd door de gouverneurs van Ohio, Pennsylvania en New York aangeschreven om hun militietroepen aan te voeren nadat de Amerikaanse Burgeroorlog was uitgebroken. De gouverneur van Ohio, William Dennison jr., was de uiteindelijke winnaar. McClellan aanvaardde het bevel over de militie-eenheden van Ohio op 23 april 1861 als generaal-majoor van de vrijwilligers. In tegenstelling tot andere Noordelijke officieren was hij geen voorstander van de Noordelijke inmenging in het slavenvraagstuk. Daarom werd hij informeel aangesproken door enkele collega’s uit de Zuidelijke staten om zich bij hen aan te sluiten. Hij was echter tegen de afscheuring van de Zuidelijke staten en weigerde in te gaan op hun voorstellen.
Op 3 mei 1861 nam McClellan opnieuw dienst als bevelhebber van het Departement of the Ohio. De staten Ohio, Indiana, Illinois en op een later tijdstip westelijk Pennsylvania, westelijk Virginia en Missouri vielen onder zijn verantwoordelijkheid. Elf dagen later werd hij aangesteld als generaal in het reguliere leger. Op 34-jarige leeftijd was hij de hoogste in rang na luitenant-generaal Winfield Scott. McClellans snelle promotie was deels te danken aan de minister van Financiën Salmon P. Chase, een voormalig senator en gouverneur van Ohio.
Terwijl McClellan trainingskampen opzette om de duizenden vrijwilligers te trainen, hield hij zich ook bezig met de algemene strategie. Op 27 april schreef hij een brief naar Winfield Scott met een voorstel tot een algemene strategische aanpak. Het bestond uit twee plannen, in beide waarvan hij een prominente rol voor zichzelf zag. Het eerste plan bestond uit een invasie met 80.000 manschappen van Virginia via de vallei van de Kanawha om de vijandelijke hoofdstad Richmond in te nemen. Het tweede plan voorzag een opmars via de Ohio naar Kentucky en Tennessee. Scott verwierp beide plannen om logistieke redenen. Dit zou later het Anacondaplan worden. In de loop van de zomer en herfst zou de relatie tussen beide generaals verzuren.

### West Virginia
McClellans eerste militaire opdracht was om de delen van Virginia te bezetten die Noordelijke sympathieën koesterden. Dit zou later West Virginia worden. Uit inlichtingenrapporten van 26 mei bleek dat de strategisch belangrijke bruggen van de Baltimore en Ohio spoorweg vernietigd zouden worden. Toen hij de nodige voorbereidingen trof om de regio binnen te vallen liet hij een proclamatie uitvaardigen die een zware politieke controverse zou veroorzaken. Hij schreef dat: "niettegenstaande alles wat beweerd wordt door de verraders dat we zullen tussenkomen in jullie huishouden met betrekking tot jullie eigendom en slaven, jullie goed moeten beseffen dat we niet alleen jullie huishouden ongemoeid zullen laten, maar met een ijzeren hand mogelijke opstanden van de slaven in de kiem zullen smoren." McClellan besefte als snel dat hij zijn boekje te buiten was gegaan. Hij stuurde een brief met verontschuldigingen naar president Lincoln. Het probleem betrof niet zozeer dat de proclamatie inging tegen de algemene politiek van Lincoln, maar wel dat McClellan als militair geen politieke stellingen mocht innemen.
Zijn eenheden rukten snel doorheen Grafton en boekten een overwinning in de Slag van de Philippi Races. Zijn eerste persoonlijk rol was in de Slag bij Rich Mountain. Ook daar boekte hij een overwinning, maar hier vertoonde hij al zijn te voorzichtige aard die zijn militaire loopbaan zou kenmerken. Zijn onderbevelhebber, William S. Rosecrans, was niet te spreken over het niet inzetten van reserves om de aanval te ondersteunen. Toch waren deze twee kleine overwinningen genoeg om McClellan te bombarderen tot nationale held. De New York Herald schreef een artikel over hem als "Gen. McClellan, the Napoleon of the Present War."

### Opbouwen van een leger

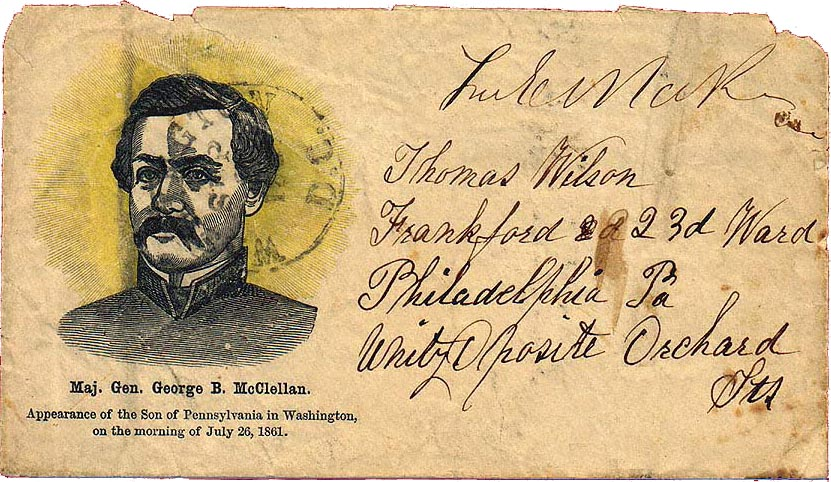
Patriottische publicatie ter ere van de aankomst van generaal-majoor George B. McClellan in Washington op 26 juli 1861.

Na de Noordelijke nederlaag bij Bull Run op 21 juli 1861 liet Lincoln McClellan terughalen uit westelijk Virginia. McClellan reisde met een speciaal ingelegde trein via Wheeling, Pittsburgh, Philadelphia, Baltimore naar Washington, D.C. en op elk station werd hij opgewacht door enthousiaste menigtes.
Toen McClellan op 26 juli in de hoofdstad aankwam, werd hij benoemd tot bevelhebber van de Military Division of the Potomac, de belangrijkste Noordelijke strijdmacht die de hoofdstad diende te beschermen. Op 20 augustus formeerde hij uit deze eenheden de Army of the Potomac, met zichzelf als eerste bevelhebber.

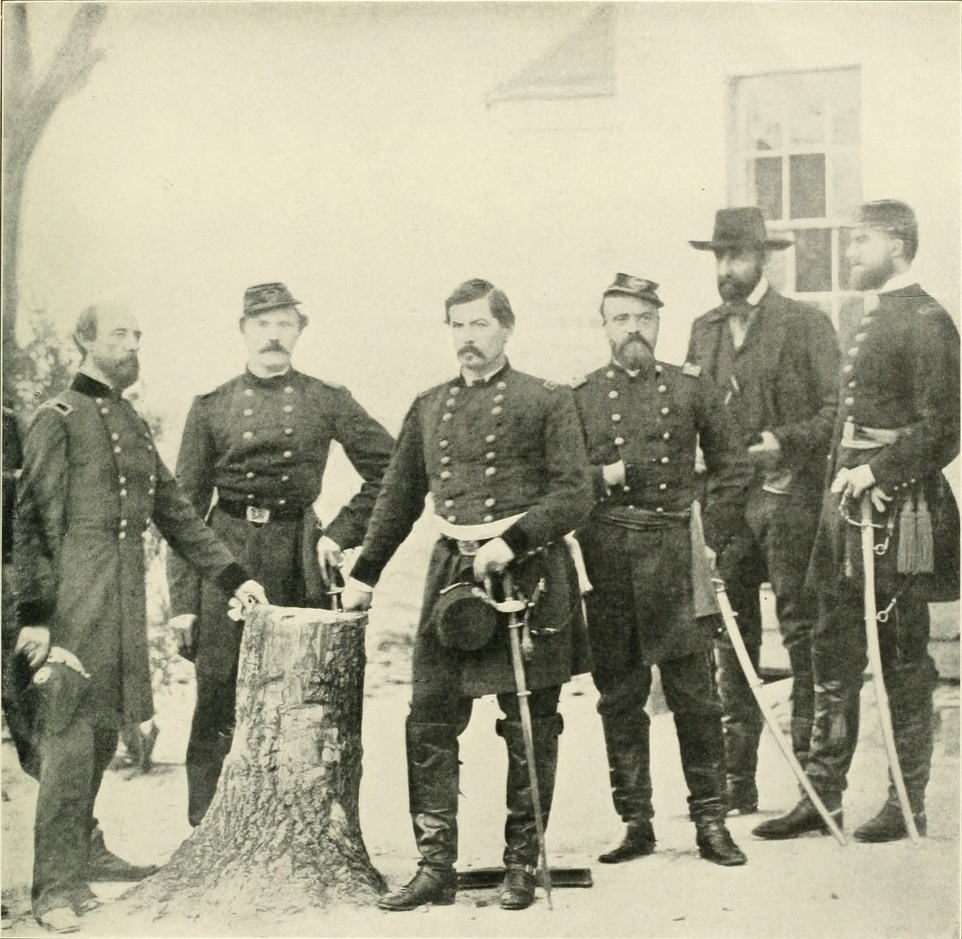
Generaal George B. McClellan met zijn staf en hoogwaardigheidsbekleders (van links naar rechts): Gen. George W. Morell, Lt. Col. A.V. Colburn, Gen. McClellan, Lt. Col. N.B. Sweitzer, Frans van Orléans (zoon van koning Lodewijk Filips I van Frankrijk) en volledig rechts de graaf van Parijs, de neef van Frans van Orléans.

Tijdens de zomer en de herfst besteedde McClellan veel tijd aan de organisatie van zijn leger. Door de veelvuldige inspecties en parades verhoogde hij het moreel van zijn troepen. De soldaten hadden geen slecht woord over voor hun nieuwe bevelhebber. Hij liet een verdedigingsgordel rond Washington aanleggen die bestond uit 48 forten en versterkte punten die bemand werden door 480 kanonnen en 7.200 artilleristen. Het leger groeide aan van 50.000 manschappen in juli tot 168.000 in november. De spanningen met zijn hiërarchie bleven bestaan. McClellan was het oneens met de opperbevelhebber, luitenant-generaal Scott over het Anacondaplan. McClellan was een voorstander van een groots opgezette veldtocht zoals tijdens de napoleontische oorlogen. Hij stelde voor om het leger tot 273.000 soldaten en 600 kanonnen uit te breiden om de Zuidelijken in één enkele veldtocht van de kaart te vegen. Dit zou weinig invloed hebben op de burgerbevolking en de emancipatie van de slaven.
Het probleem met McClellans strategie was dat hij ervan overtuigd was dat de Zuidelijken met numeriek sterke legers zouden aanvallen. Op 8 augustus werd de staat van beleg afgekondigd omdat hij dacht dat er 100.000 Zuidelijke soldaten klaarstonden om de Noordelijke hoofdstad aan te vallen. (Tijdens Bull Run brachten de Zuidelijken slechts 35.000 soldaten in het veld.) Tegen 19 augustus dacht McClellan dat er al 150.000 vijandelijke soldaten klaar stonden. Zijn veldtochten zouden altijd overschaduwd worden door te hoge inschattingen van de vijandelijke sterkte. Dit nam de wind uit de zeilen voor de Army of the Potomac en dit leidde tot grote frustraties bij de politici. McClellan had tijdens 1861 en 1862 vrijwel altijd een numeriek overwicht van 2 tegen 1. De Zuidelijke troepensterkte groeide aan van 35.000 tot 60.000 soldaten, terwijl de Army of the Potomac in september 122.000 soldaten telde, in december 170.000 en tegen het begin van het nieuwe jaar 192.000 manschappen.
De spanningen met Scott bereikten een hoogtepunt. Scott was furieus op McClellan omdat deze laatste geen enkel detail van zijn krijgsplan, zijn sterkte of zijn stellingen vrijgaf. (Dit was deels te wijten aan het feit dat McClellan niemand vertrouwde binnen het War Departement omdat hij dacht dat zijn plannen zouden kunnen uitlekken naar de pers en dus naar de vijand.) Scott was zo ontdaan over de gang van zaken dat hij zijn ontslag aanbood aan Lincoln. De president weigerde. Er begonnen geruchten te circuleren dat McClellan zijn ontslag zou indienen of zelfs een militaire coup zou plegen indien Scott niet van zijn commando werd ontgeven. Op 18 oktober kwam het kabinet van Lincoln samen en beslisten dat ze het ontslag van Scott zouden aanvaarden wegens medische redenen met ingang per 1 november.

### Opperbevelhebber

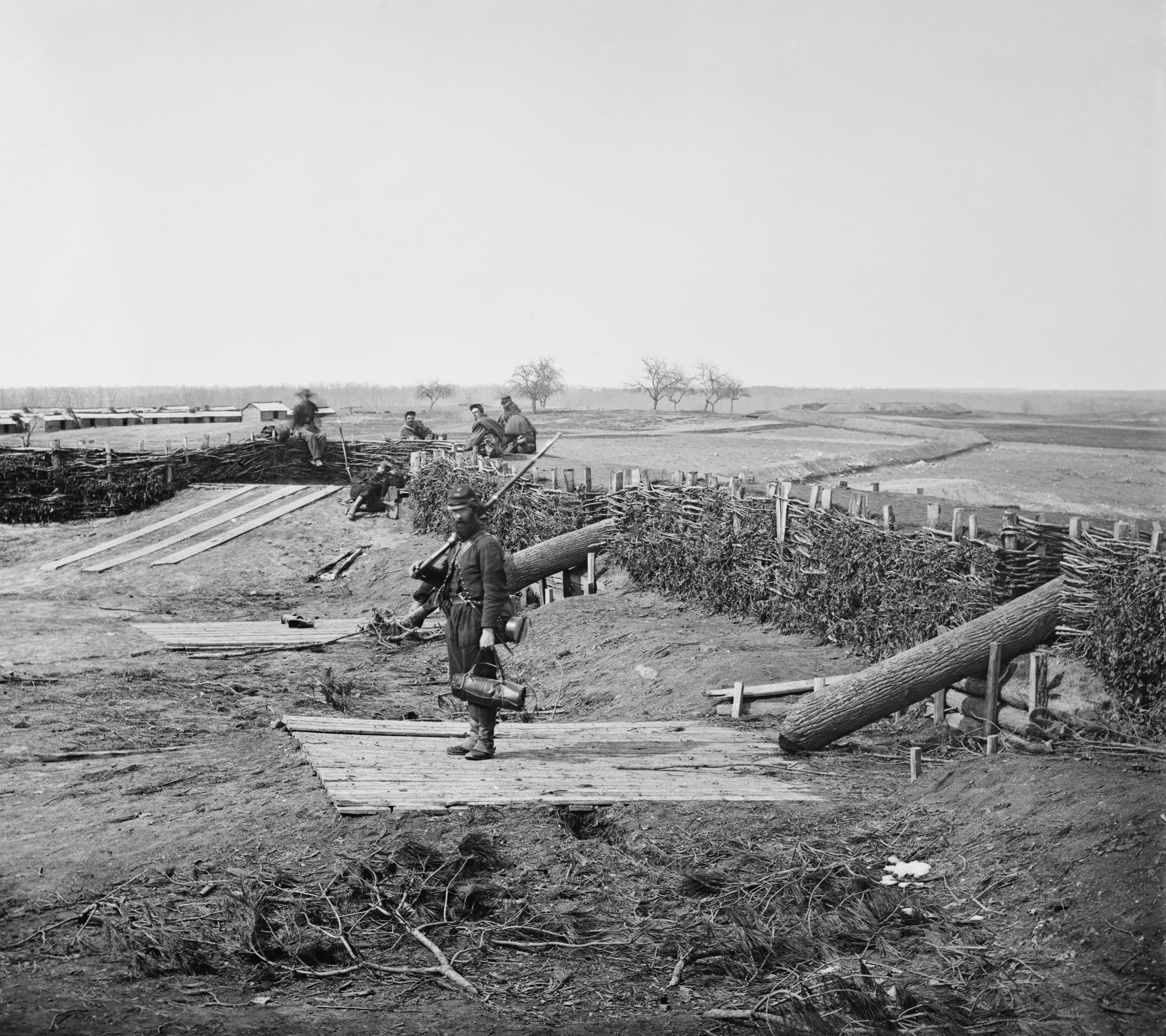
"Quaker guns" (boomstammen die kanonnen moesten nabootsen) in verlaten Zuidelijke stellingen bij Manassas Junction

Op 1 november 1861 ging Winfield Scott met pensioen. McClellan werd benoemd tot opperbevelhebber van alle Noordelijke legers. Lincoln drukte zijn bezorgdheid uit over het vele werk dat de rol van opperbevelhebber en legerbevelhebber met zich meebracht, maar McClellan antwoordde dat hij het aankon.
Lincoln en vele burgers uit de Noordelijke Staten met hem, werden ongeduldig. McClellan reageerde veel te traag op de aanwezigheid van de Zuidelijke troepen zo dicht bij hun hoofdstad. De Noordelijke nederlaag bij Ball’s Bluff nabij Leesburg, Virginia in oktober vergrootte alleen maar het ongenoegen. In december richtte het Amerikaans Congres een Joint Committee on the Conduct of the War op die tijdens de oorlog een doorn in het oog van veel generaals zou worden. Dit comité kon generaals van incompetentie en zelfs verraad beschuldigen. McClellan werd als eerste opgeroepen om voor het comité te verschijnen. Door een aanval van buiktyfus kon hij echter niet aanwezig zijn. Zijn ondergeschikten gingen in zijn plaats en stelden dat ze geen kennis hadden van enige strategische of tactische plannen om de Zuidelijken aan te vallen. Dit leidde tot de eis om McClellan te ontslaan.
McClellan beschadigde zijn reputatie nog verder door zijn houding tegenover zijn eigen chef, president Lincoln. In de privésfeer verwees hij naar Lincoln als "niets meer dan een goed menende baviaan", een "gorilla" of "zijn hoge positie niet waardig zijn". Op 13 november liet hij Lincoln een half uur wachten voor iemand de president kwam zeggen dat McClellan ondertussen naar bed was en niemand meer wou zien.
Op 10 januari 1862 belegde Lincoln een vergadering met de hoogste generaals (uitgezonderd McClellan) om een algemeen aanvalsplan uit werken. Hij zei: "Indien generaal McClellan het leger niet wil inzetten, dan zal ik het een tijdje van hem lenen." Twee dagen later werd McClellan ontboden op het Witte Huis waar het kabinet om zijn oorlogsplannen vroeg. Voor de eerste keer onthulde hij zijn plan om de Army of the Potomac per schip naar Urbanna, Virginia langs de Rappanhannock te transporteren. Zo werden de Zuidelijke eenheden geflankeerd en kon het Noordelijke leger oprukken naar de Zuidelijke hoofdstad Richmond. Verdere details wou hij niet kwijt, zelfs niet aan zijn vriend en pas benoemde minister van oorlog Edwin M. Stanton. Op 27 januari bracht Lincoln een order uit waarin stond dat alle legers offensieve acties moesten ondernemen op 22 februari (President's Day: de verjaardag van George Washington). Op die dag schreef hij een bijkomend bevel uit waarbij de Army of the Potomac de Zuidelijken bij Manassas en Centreville dienden aan te vallen. McClellan stuurde een 22 pagina’s lange brief waarin hij protesteerde tegen het bevel en de voorkeur uitte voor zijn eigen Urbannaplan. Hoewel Lincoln zijn plan hoger inschatte, was hij opgelucht dat McClellan eindelijk iets zou uitrichten en gaf met enige tegenzin toe om McClellans plan te steunen. Op 8 maart riep hij een vergadering bijeen in het Witte Huis om McClellans ondergeschikten te bevragen over hun vertrouwen in het Urbannaplan. Tot op zekere hoogte steunden ze allemaal het plan. Na de vergadering vaardige Lincoln een bevel uit waarin hij verschillende van die officieren benoemde tot korpscommandanten. McClellan zou pas korpsen oprichtten na ze getest te hebben op het slagveld zelfs als hij twaalf divisies moest coördineren.
Voor McClellan zijn plannen ten uitvoer kon brengen ondervond hij nog twee grote problemen. De Zuidelijke eenheden onder leiding van generaal Joseph E. Johnston trok zijn troepen terug van de stellingen voor Washington naar stellingen ten zuiden van de Rappahannock. Hierdoor viel het volledige Urbannaplan in het water. McClellan herwerkte zijn plan zodat de troepen nu bij Fort Monroe, Virginia aan land zouden gaan om via het schiereiland van Virginia op te rukken naar Richmond. (Later zou dit plan uitgevoerd worden en de naam Schiereilandveldtocht krijgen.) McClellan kwam zwaar onder vuur te liggen van de media en het congres toen bleek dat niet alleen het Zuidelijke leger zonder een schram zich hadden terug getrokken, maar ook toen bleek dat veel van de Zuidelijke "kanonnen" houten stammen waren die zwart waren geschilderd, de zogenaamde Quaker Guns. Het joint committee bezocht de verlaten Zuidelijke stellingen. Radicale republikeinen vroegen hierna het onmiddellijk ontslag van McClellan. Dit werd echter voorkomen door een manoeuvre in het congres. Het tweede probleem was het verschijnen van het Zuidelijke Ironclad CSS Virginia in de James waardoor troepentransportschepen misschien niet konden worden ingezet.
Op 11 maart 1862 werd McClellan ontheven van zijn functie als opperbevelhebber. Hij bleef wel bevelhebber van de Army of the Potomac. Lincoln liet de deur op een kier om McClellan opnieuw opperbevelhebber te maken indien zijn veldtocht succesvol mocht blijken. Lincoln stelde voorlopig geen opvolger aan. Lincoln, Stanton en een groep van hogere officieren namen de functie waar in een soort “War Board”.

### Schiereilandveldtocht

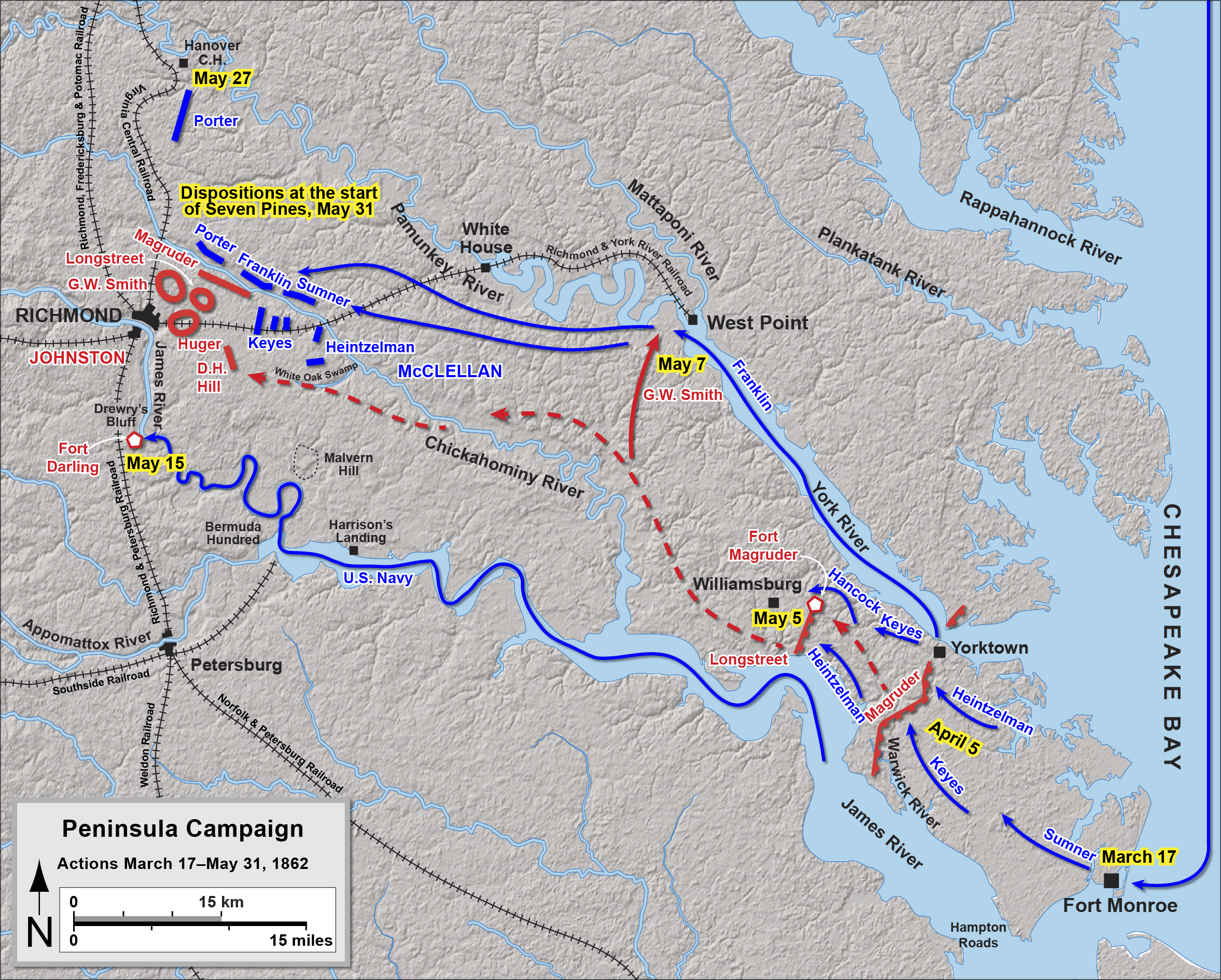
Schiereilandveldtocht met een overzicht van de gebeurtenissen tot aan de Slag bij Seven Pines.

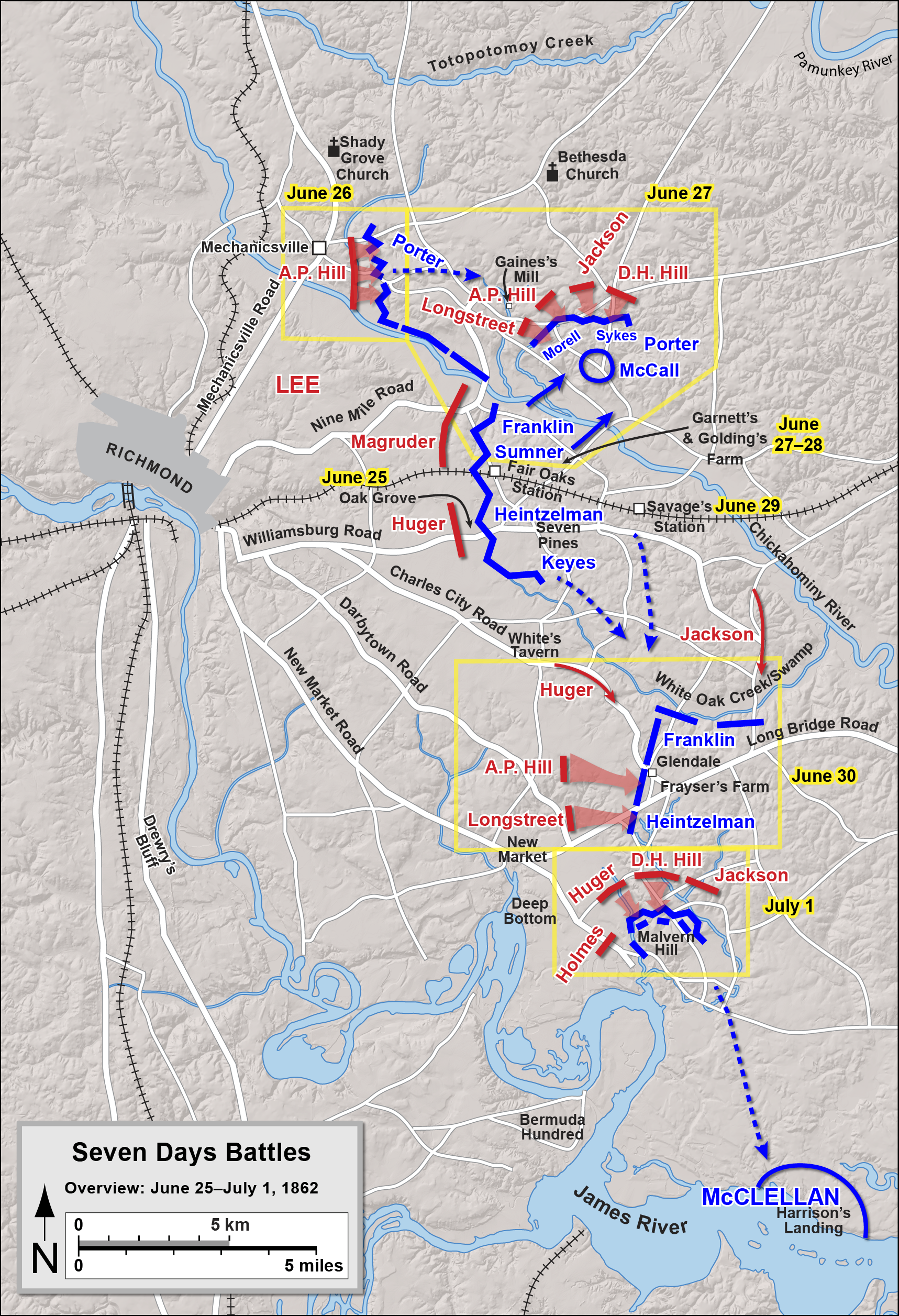
De Zevendagenslag tussen 25 juni en 1 juli 1862.

Op 17 maart 1862 vertrok McClellans leger vanuit Alexandria, Virginia met een vloot die 121.500 soldaten, 44 artilleriebatterijen, 1.150 karren, 15.000 paarden en tonnen aan voorraden en uitrustingsstukken. De opmars van Fort Monroe via het schiereiland vorderde traag. McClellans plan om snel Yorktown in te nemen mislukte toen de Noordelijken op een Zuidelijke defensieve linie dwars over het schiereiland stuitten. Hierdoor diende hij de stad de belegeren wat manschappen en vooral tijd kostte.
McClellan bleef geloof hechten in de inlichtingenverslagen die stelden dat het vijandelijke leger twee tot drie maal sterker was dan zijn eigen leger. Tijdens de aanvang van de veldtocht verdedigde de Zuidelijke generaal John B. Magruder zijn stellingen met een veel kleinere strijdmacht. Hij kon wel de indruk wekken dat er veel meer soldaten aanwezig waren en dat er nog extra troepen op komst waren. Ondertussen kon Johnston echte versterkingen sturen, maar toch bleef het Zuidelijke leger numeriek steeds zwakker dan McClellans leger.
Na een maand van voorbereidingen en net voor de Noordelijken de defensieve linie bij Yorktown zouden aanvallen, ontving McClellan het nieuws dat Johnston zich had terug getrokken naar Williamsburg. McClellan diende de achtervolging in te zetten en kon niets meer doen met de zware artillerie die hij voor Yorktown had verzameld. De Slag bij Williamsburg op 5 mei was een Noordelijke overwinning. Toch kon het Zuidelijke leger zich terugtrekken naar de buitenste verdedigingsring rond Richmond.
McClellan hoopte een gecoördineerde aanval uit te voeren op Richmond in samenwerking met de Noordelijke marine. Maar na de nederlaag van de marine bij Drewry's Bluff op ongeveer 11 km ten zuiden van Richmond diende hij dit plan op te bergen. De Zuidelijken hadden de rivier geblokkeerd met obstakels en goed gepositioneerde batterijen op de omliggende heuvels.
De volgende drie weken trok het Noordelijke leger traag maar gestaag op tot ze op 6 kilometer van de vijandelijke hoofdstad genaderd was. McClellan liet een bevoorradingsbasis langs de Pamunkey uitbouwen bij White House Landing. Daar kwamen de Richmond en York spoorweg samen met de Pamunkey die een bevaarbare zijrivier was van de James. Alle voorraden werden aangebracht per boot en verder
Terwijl McClellan een aanval op de vijandelijke stellingen voorbereidde, werden de Noordelijken op 31 mei zelf aangevallen. Het Noordelijke leger was door de Chikahominy in tweeën gedeeld. Johnston hoopte de delen afzonderlijk te verslaan bij Seven Pines. McClellan had een aanval van malaria, maar zijn commandanten slaagden erin om de vijandelijke aanval af te slaan. Vanuit Washington kreeg McClellan kritiek omdat hij geen tegenaanval uitvoerde die misschien de weg naar Richmond kon openbreken. Johnston raakte tijdens de slag gewond en werd vervangen door Robert E. Lee. McClellan spendeerde de drie volgende weken om zijn troepen en stellingen te versterken. Lee maakte dankbaar gebruik van deze tijd om de versterkingen rond Richmond te verbeteren.
Tegen het einde van juni 1862 begon Lee met een reeks aanvallen die bekend zou worden als de Zevendagenslag. De eerste grote slag bij Mechanicsville werd door Lee en zijn generaals slecht gecoördineerd en leidde tot veel slachtoffers en weinig tactisch voordeel. Deze slag had echter een grote invloed op McClellan. Toen generaal-majoor Stonewall Jackson uit het niets verscheen tijdens de slag terwijl hij ver in de Shenandoahvallei diende te zijn, overtuigde McClellan nog meer dat hij tegenover een grote vijandelijke overmacht stond. In een verslag naar Washington vertelde hij dat er 200.000 Zuidelijken tegenover hem stonden, terwijl het in werkelijkheid maar 85.000 waren.
Terwijl Lee zijn offensief verder zette met bij Gaines's Mill, probeerde McClellan het initiatief niet terug te winnen. Hij wachtte gewoon wat zou volgen. Hij hield twee derde van zijn leger in reserve. Die nacht besliste hij om zijn leger terug te trekken naar een punt langs de James waar hij dekking kon krijgen van de Noordelijke marine. Onbewust redde hij zo zijn leger. Lee dacht dat de Noordelijken in oostelijke richting zouden terugtrekken naar hun bestaande bevoorradingsbasis. Door zuidelijke terugtocht van McClellan verloor Lee 24 kostbare uren. Anderzijds gaf McClellan de belegering van Richmond op en diende alle zware artillerie terug mee te nemen.

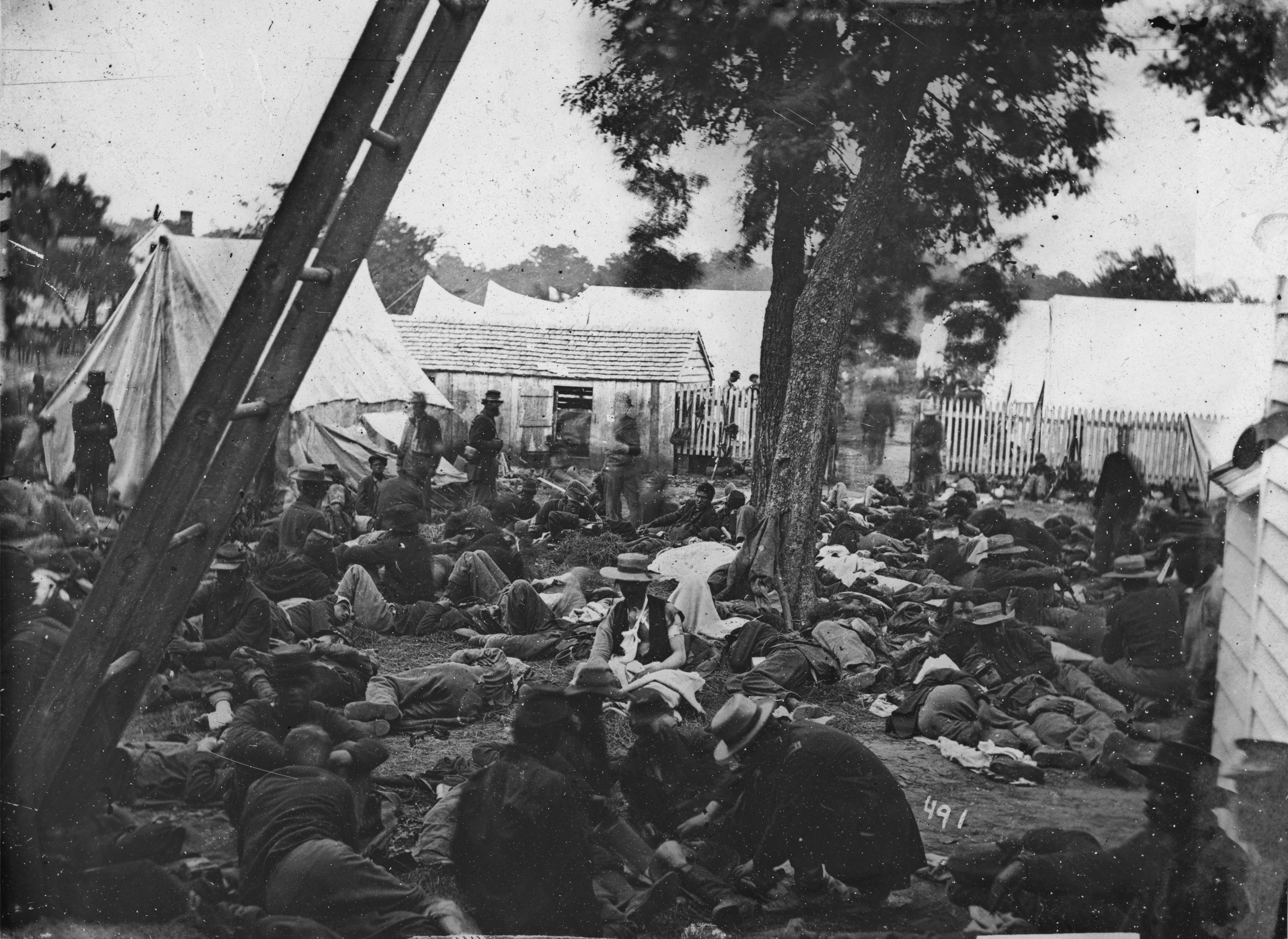
Gewonde soldaten na de Slag bij Savage's Station, een van de veldslagen van de Zevendagenslag.

De veldtocht was mislukt, maar het Noordelijke leger was vrijwel intact. Tijdens de Slag bij Glendale en de Slag bij Malven Hill was hij te ver weg om zijn leger aan te voeren. Dankzij zijn goede vriend, brigadegeneraal Fitz John Porter kon het leger zich zonder al te veel kleerscheuren verder terug trekken. Toen McClellans afwezigheid tijdens deze slagen bekend werd, was dit een even groot schandaal als de houten kanonnen bij Manassas.
McClellan werd herenigd met zijn leger bij Harrison’s Landing langs de James. Er werd overlegd of het leger zich diende in te schepen of opnieuw het initiatief veroveren door zelf in de aanval te gaan. McClellan stuurde voortdurend brieven naar Lincoln met de vraag tot het sturen van versterkingen en om hersteld te worden in zijn functie van opperbevelhebber. Als antwoord op zijn brieven benoemde Lincoln generaal-majoor Henry W. Halleck tot opperbevelhebber zonder te overleggen met McClellan of hem zelfs maar op te hoogte te brengen van zijn beslissing. Lincoln en Stanton vroegen aan generaal-majoor Ambrose Burnside om het bevel van de Army of the Potomac op zich te nemen, maar Burnside weigerde.
In Washington werd na een reorganisatie van eenheden de Army of Virginia opgericht onder het bevel van generaal-majoor John Pope. McClellan weigerde Popes leger te versterken. Hij vertraagde de evacuatie van zijn leger lang genoeg om te voorkomen dat zijn eenheden ingezet werden tijdens de Veldtocht in noordelijk Virginia. Lee had het defensieve karakter van McClellan goed ingeschat en genoeg eenheden kunnen verplaatsen om Pope bij Bull Run een grote nederlaag toe te brengen.

### Marylandveldtocht

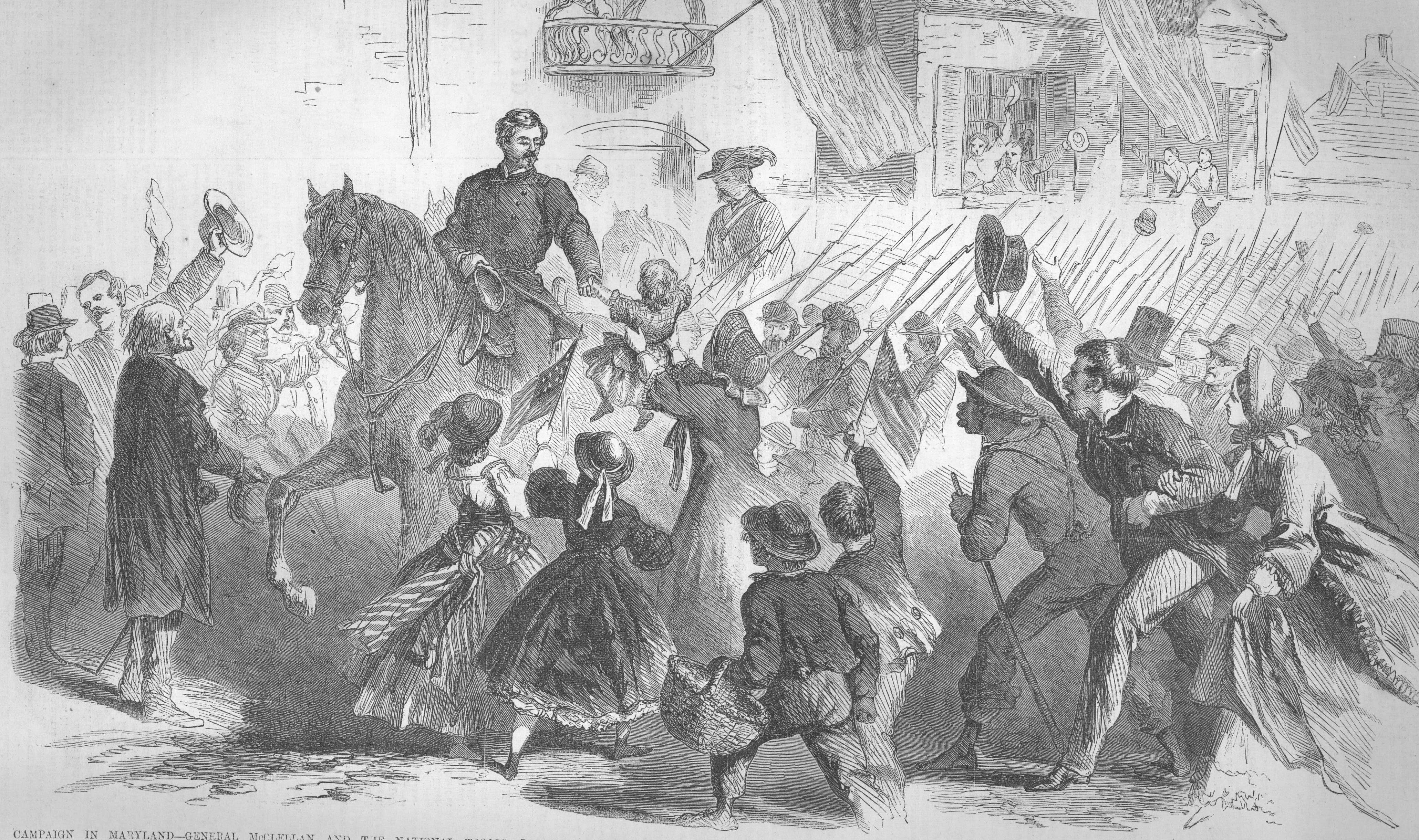
McClellan rijdt door Frederick, Maryland op 12 september 1862

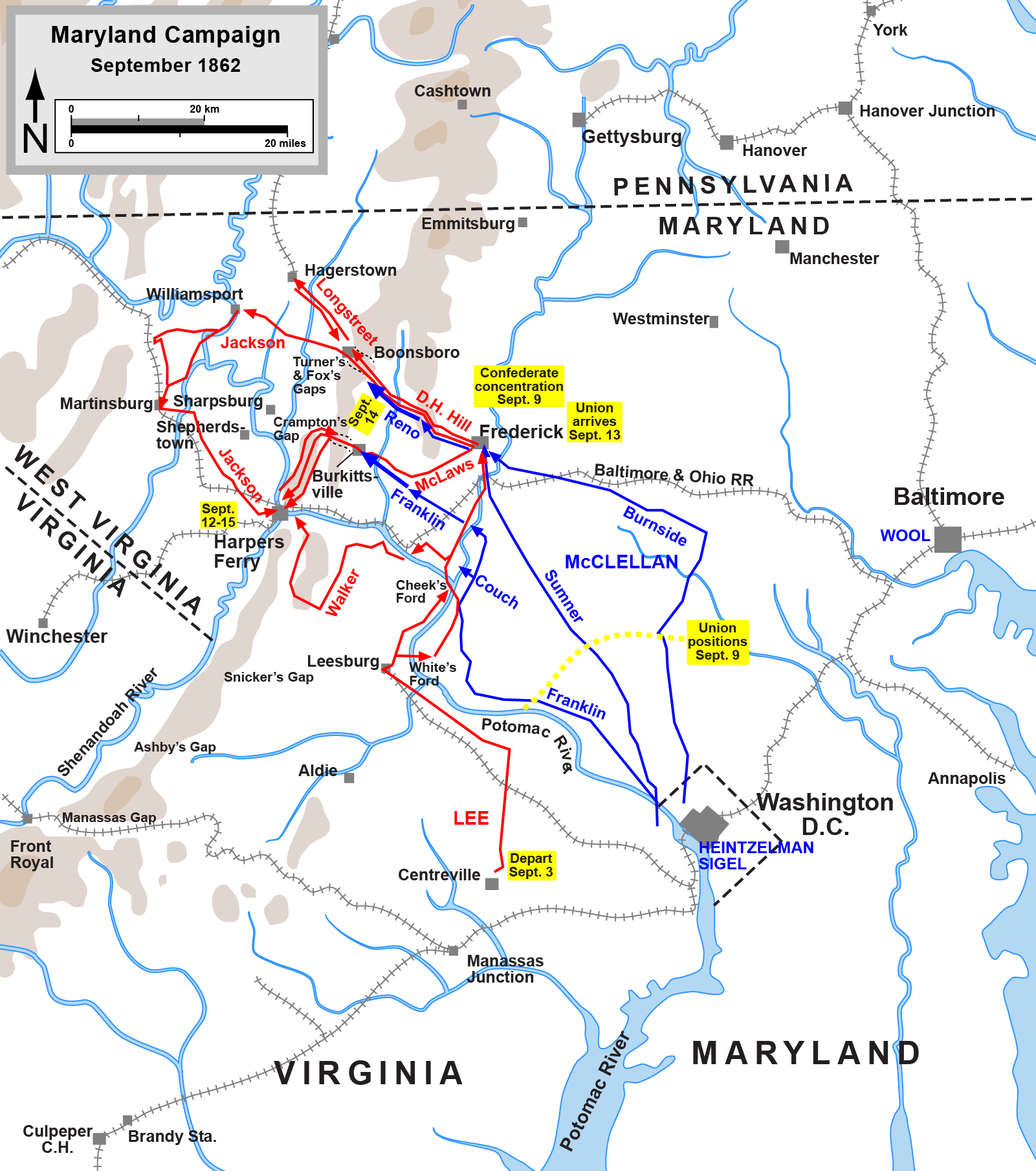
Marylandveldtocht, bewegingen tussen 3 en 15 september 1862

Na de nederlaag van Pope bij Bull Run keerde Lincoln schoorvoetend terug naar de man die al eens een gebroken leger hersteld had. Hij was er zich terdege van bewust dat McClellan een meester was in het organiseren van een leger en het trainen van eenheden. Hij was de enige die de restanten van Popes leger snel kon doen samensmelten met zijn eigen Army of the Potomac. Op 2 september 1862 benoemde Lincoln McClellan tot bevelhebber van de fortengordel rond Washington en alle aanwezige eenheden daarin ter verdediging van de hoofdstad. Dit leidde tot veel ontevredenheid binnen zijn kabinet.
Op 4 september 1862 bouwde Lee verder op zijn elan en viel Maryland binnen om de Zuidelijke sympathieën binnen de slavenstaat aan te wakkeren. Een dag later zette McClellan de achtervolging in met zes van zijn gereorganiseerde korpsen of ongeveer 84.000 soldaten. Hij liet twee korpsen achter om de hoofdstad te verdedigen.
Lee verdeelde zijn leger in verschillende colonnes om een groter gebied te bestrijken tijdens zijn opmars naar het Noordelijke depot bij Harpers Ferry. Dit was een riskante strategie voor een kleiner leger, maar Lee rekende erop dat McClellan niet echt veranderd was in zijn aanpak. Hij zei hierover tegen zijn generaals: "Hij (McClellan) is een goede generaal, maar zeer voorzichtig. Het moreel in zijn leger is laag en zijn leger is slecht voorbereid om offensieve operaties uit te voeren of zal pas klaar zijn over drie tot vier weken. Tegen die tijd hoop ik de Susquehanna bereikt te hebben." Lees vaststelling was niet volledig juist, maar McClellans leger legde per dag slechts een kleine 10 kilometer af.
McClellan kreeg tijdens zijn "achtervolging" een belangrijk document in handen. Zijn soldaten hadden in een verlaten Zuidelijk kamp een document gevonden die rond een pakketje sigaren gewikkeld was. Het was Special Order 191 waarin de opsplitsing van Lees leger beschreven stond. McClellans vreugde kon niet groter zijn.

#### De slag bij South Mountain
Ondanks de verkregen informatie reageerde McClellan te traag. Nadat hij rond de middag van de dertiende september een telegram had gestuurd naar Washington met zijn intenties om de passen bij South Mountain te blokkeren (een van de wegen waarlangs een deel van Lees leger zou komen), vertrokken zijn eenheden pas de dag erna. Hiermee won Lee kostbare tijd. Ondertussen was Lee op de hoogte gesteld dat McClellan zijn plannen in handen had gekregen. (Deze Noordelijke vertraging was ook nefast voor het garnizoen in Harpers Ferry. De Noordelijke versterkingen vertrokken te laat om te voorkomen dat Stonewall Jackson het stadje in handen kreeg.) Tijdens de Slag bij South Mountain kon McClellan zich een weg door de passen vechten. Maar het gaf Lee genoeg tijd om zijn leger bij Sharpsburg, Maryland te concentreren. Het Noordelijke leger bereikte Antietam Creek, ten oosten van Sharpsburg, tegen de avond van 15 september. De geplande aanval op 16 september werd uitgesteld door de zware ochtendmist. Hierdoor kreeg Lee meer tijd om zijn defensieve stellingen te versterken met een leger die de helft kleiner was dan die van McClellan.

#### Slag bij Antietam

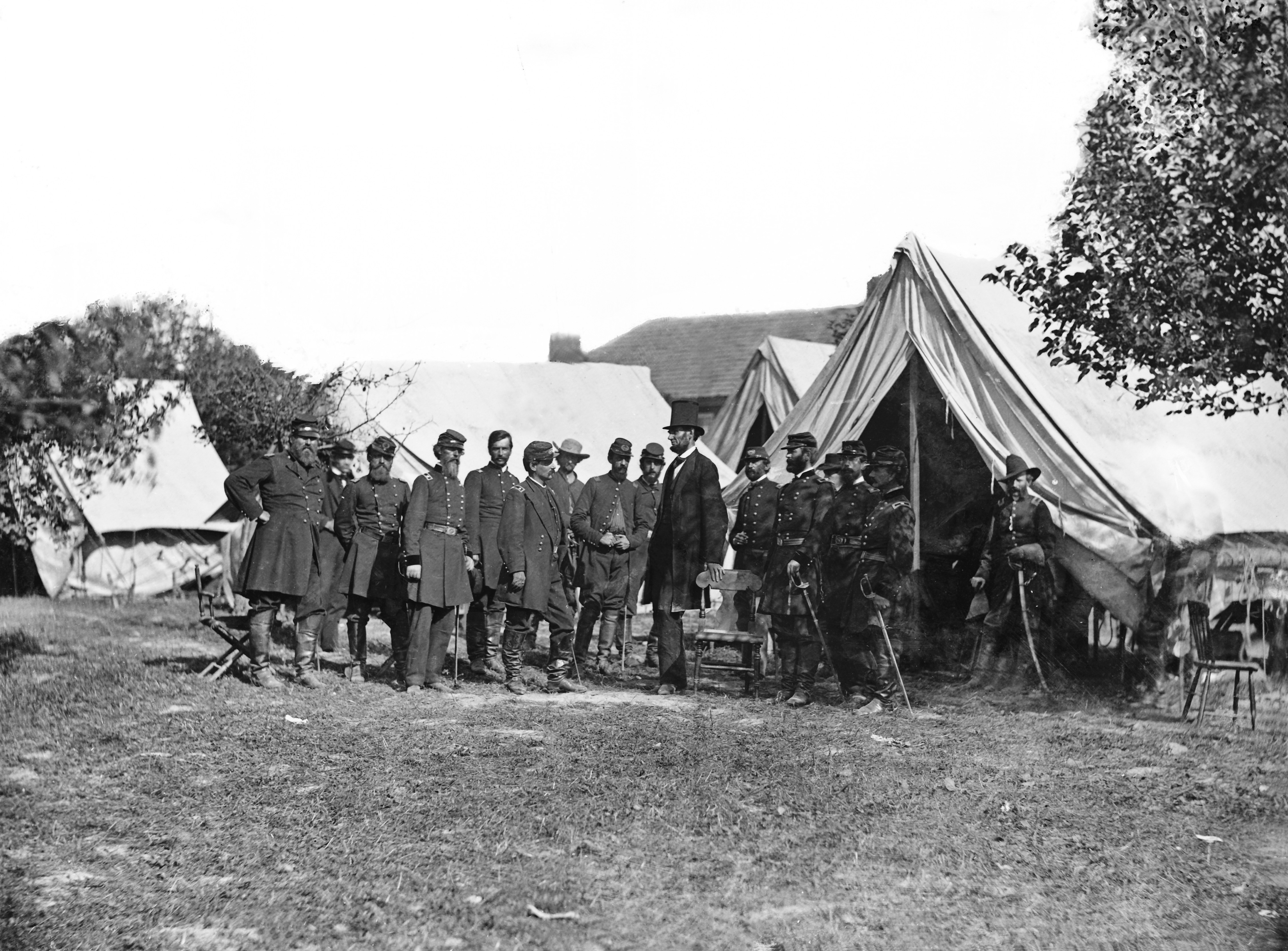
Lincoln met McClellan en leden van zijn staf na de slag bij Battle of Antietam. Enkele figuren zijn (van links te beginnen) 5. Alexander S. Webb, chef-staf, V Corps; 6. McClellan; 8. Dr. Jonathan Letterman; 10. Lincoln; 11. Henry J. Hunt; 12. Fitz John Porter; 15. Andrew A. Humphreys; 16. kapitein George Armstrong Custer.

De Slag bij Antietam op 17 september 1862 was de bloedigste dag in Amerikaans militaire geschiedenis. De numeriek zwakkere Zuidelijke soldaten vochten vastberaden. Ondanks zijn numerieke superioriteit kon McClellan zijn eenheden niet voldoende concentreren waardoor Lee zijn eenheden van de ene bedreigde sector naar de andere kon brengen om de drie opeenvolgende Noordelijke aanvallen af te slaan, respectievelijk tegen zijn linkerflank, centrum en uiteindelijk rechterflank. McClellan weigerde bovendien zijn reserves in te zetten om lokale successen uit te buiten. De twee korpsen die McClellan in reserve hield waren groter dan Lees volledige leger. Maar zoals in zijn andere veldtochten en veldslagen geloofde McClellan opnieuw dat hij tegenover een numeriek sterkere vijand stond.
De slag was tactisch onbeslist, hoewel technisch gezien Lee verslagen was omdat hij als eerste het slagveld verliet en zich terugtrok naar Virginia. McClellan stuurde een telegram naar Washington waarin stond: "De overwinning is totaal. De vijand trek zich volledig terug naar Virginia." Toch was Lees leger niet vernietigd. Hoewel de korpscommandanten hun deel van de verantwoordelijk voor hun rekening namen voor de vertragingen, zou het leger als geheel daar geen gevolgen van mogen dragen. Opnieuw was het hoofdkwartier van McClellan te ver van het front om een totaal beeld op de slag te hebben. Hij maakte eveneens geen gebruik van cavalerie om broodnodige informatie in te winnen. McClellan had de details van zijn aanvalsplan niet gedeeld met zijn korpscommandanten waardoor hun initiatief beperkt bleef tot hun sector. Ook het niet inzetten van zijn reserves werd als negatief beschouwd door Lincoln en zijn kabinet.
Ondanks de tactische gelijke stand werd Antietam beschouwd als een keerpunt in de oorlog. De eerste invasie van Lee was afgeslagen waardoor Lincoln zich politiek sterk genoeg voelde om de Emancipatieproclamatie uit te vaardigen op 22 september. Deze zou ingaan op 1 januari 1863. Deze proclamatie had een grote invloed op het niet erkennen van de Zuidelijke Staten als een onafhankelijk natie door Frankrijk en Groot-Brittannië. Toen McClellan de achtervolging van Lee niet genoeg opvolgde werd hij op 5 november 1862 vervangen door generaal-majoor Ambrose Burnside.

## Presidentsverkiezingen van 1864

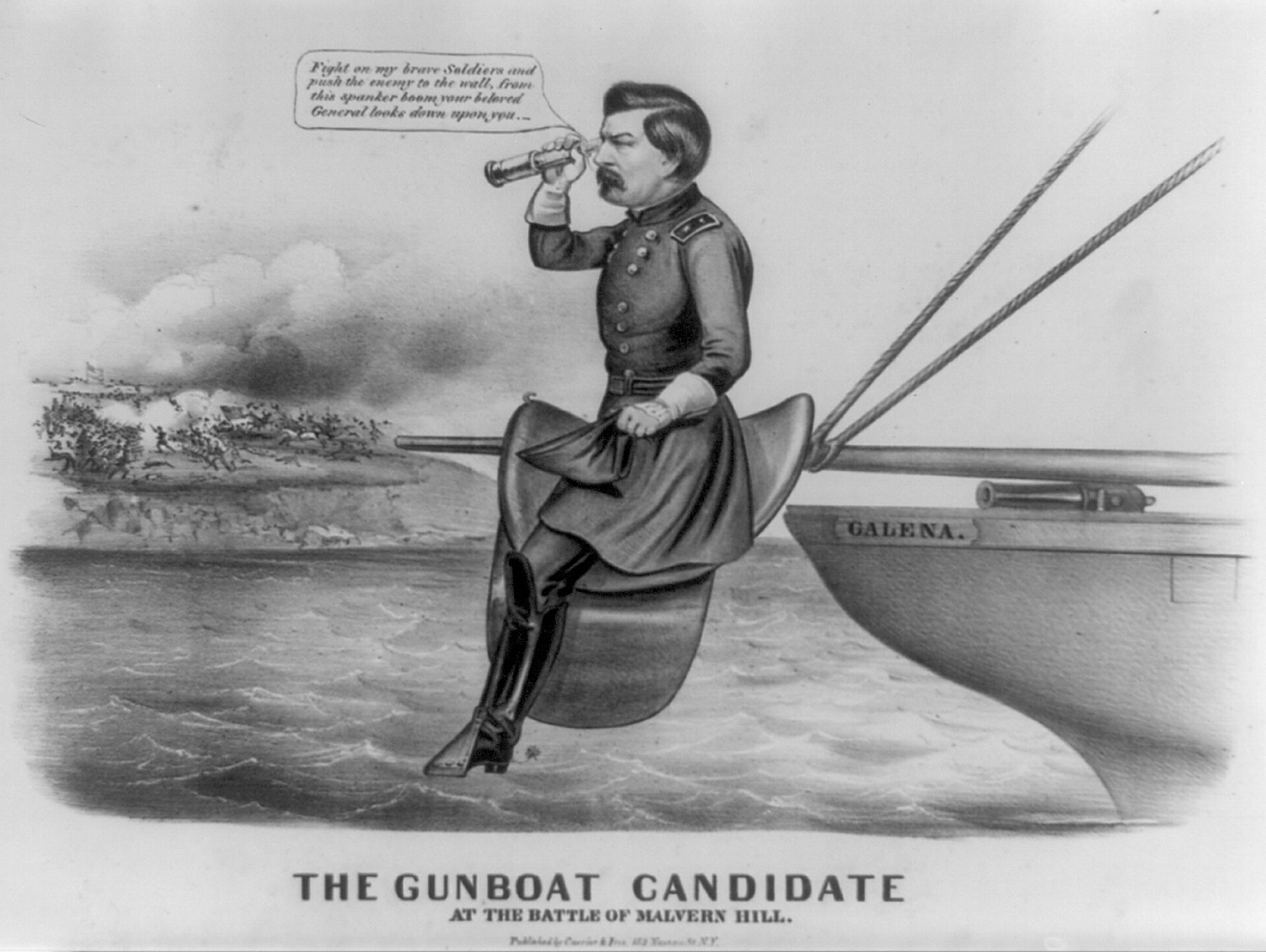
Spotprent van McClellan gepubliceerd door zijn politieke tegenstanders tijdens de presidentiële campagne van 1864.

Nadat McClellan uit zijn post was ontheven kreeg hij van de minister van Oorlog, Stanton, het bevel zich in Trenton (New Jersey) te melden en daar te wachten op verdere orders, die nooit kwamen. Terwijl de oorlog voortduurde gingen er stemmen op om McClellan terug te roepen na de Noordelijke nederlagen bij Fredericksburg en Chancellorsville, de opmars van Lee, het begin van de Gettysburgveldtocht en de dreiging van Jubal A. Early in 1864. Toen Ulysses S. Grant tot opperbevelhebber werd benoemd, werd er gekeken of McClellan een nieuwe aanstelling kon krijgen. Er was echter te veel weerstand binnen de politieke wereld. McClellan werkte maanden aan een verslag over zijn twee veldtochten en over de oprichting en (re)organisatie van de Army of the Potomac. Met enige tegenzin publiceerde het ministerie van Oorlog dit verslag in oktober 1863, omdat McClellan publiekelijk had aangekondigd dat hij de politieke arena zou betreden voor de Democraten.
In 1864 nomineerde de Democraten McClellan om het op te nemen tegen Abraham Lincoln in de presidentsverkiezingen van 1864. Net zoals Winfield Scott stelde McClellan zich kandidaat terwijl hij nog in actieve dienst was. Hij nam pas ontslag uit het leger op de verkiezingsdag zelf, op 8 november 1864. Hij was voor de voortzetting van de oorlog en het herstellen van de Unie zonder de slavernij af te schaffen. Zijn campagne liep niet van een leien dakje door intern verzet tegen zijn standpunten en doordat George H. Pendelton, die de oorlog wilde beëindigen, verkozen werd als kandidaat-vicepresident.
De interne verdeeldheid van de partij, de sterkte van de Republikeinen en de militaire overwinningen in het najaar van 1864 maakten de kandidatuur van McClellan kansloos. Lincoln won met gemak met 212 kiesmannen tegen 21 voor McClellan. Ook binnen zijn eigen rangen kon McClellan zijn populariteit niet verzilveren: in de Army of the Potomac stemde 75 procent voor Lincoln en slechts 25 procent voor McClellan.

## Na de oorlog

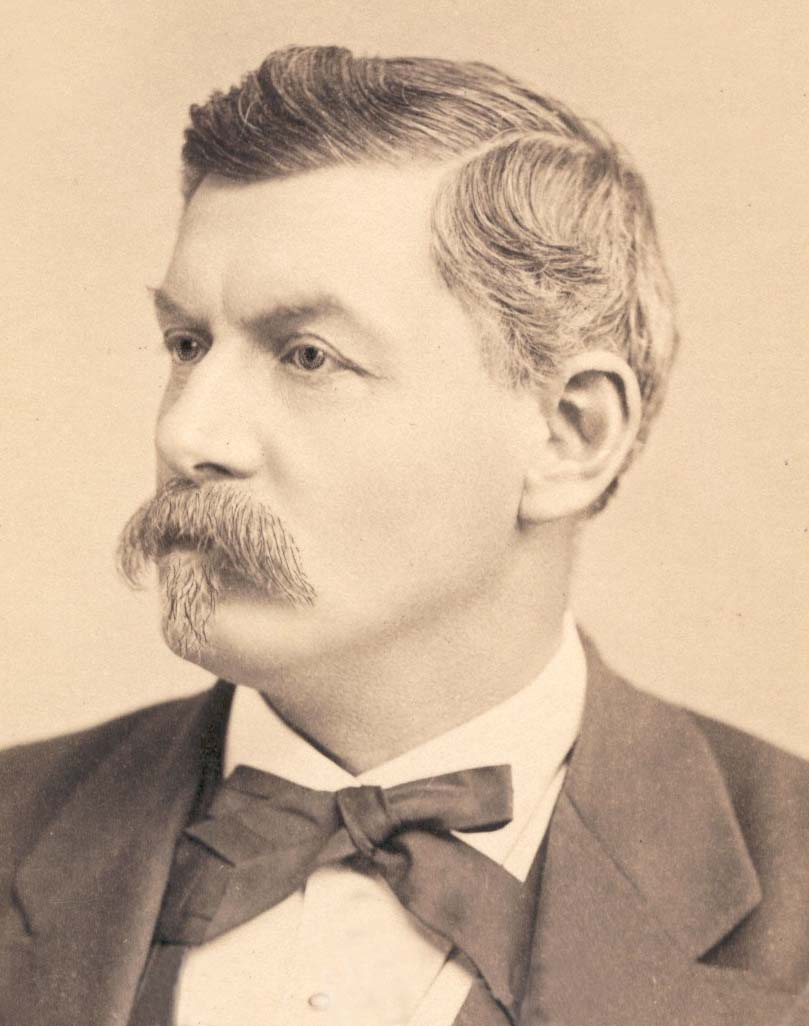
McClellan gefotografeerd door William S. Warren, circa 1880.

Na het einde van de oorlog maakte McClellan en zijn familie een rondreis door Europa die tot 1868 duurde. Na zijn terugkeer was er enige animo bij de Democratische Partij om McClellan opnieuw aan te duiden als kandidaat voor het presidentschap. Toen bleek dat de Republikeinen Grant als kandidaat naar voor schoven, smolt de steun voor McClellan als sneeuw voor de zon. McClellan nam deel aan bouwkundige projecten in New York en werd hem het voorzitterschap aangeboden van de net opgerichte Universiteit van Californië. Hij werd aangesteld aan hoofdingenieur van de New York City Departement of Docks in 1870. Twee jaar later werd hij ook benoemd tot voorzitter van de Atlantic en Great Western spoorweg. Tussen 1873 en 1875 maakten hij en zijn familie een tweede rondreis door Europa.
In maart 1877 werd McClellan genomineerd door gouverneur Lucius Robinson om de eerste Superintendent of Public Works van de staat New York te worden. De senaat van de staat verwierp deze nominatie. Ze vonden hem niet gekwalificeerd genoeg voor deze functie.
In datzelfde jaar nog werd McClellan door de Democraten genomineerd voor het gouverneurschap van New Jersey. Dit verraste hem volledig, omdat hij nooit enige belangstelling had getoond voor deze aanstelling. Hij aanvaardde de nominatie, werd verkozen en diende als gouverneur tussen 1878 en 1881. Het gouverneurschap van McClellan werd gekenmerkt als een voorzichtig, conservatief uitvoerend bestuur, waarbij weinig politieke rancune werd opgewekt. Zijn laatste wapenfeit in de politiek was zijn sterkte steun voor Grover Cleveland. Hij wou een aanstelling als minister van oorlog in diens kabinet, maar zijn aanvraag werd door politieke tegenstanders uit New Jersey naar de prullenmand verwezen.
Zijn laatste jaren spendeerde McClellan door te reizen en te schrijven, waaronder zijn eigen memoires McClellan’s Own Story die in 1887 postuum werd gepubliceerd. Hij overleed onverwacht op 58-jarige leeftijd na een hartaanval in Orange, New Jersey. Na zijn plotselinge dood werden er honderden condoleancebrieven verstuurd naar zijn adres. Zowel president Cleveland als vele militairen betuigden hun medeleven. Hij werd begraven in Riverview Cemetery in Trenton, New Jersey.

## Nalatenschap

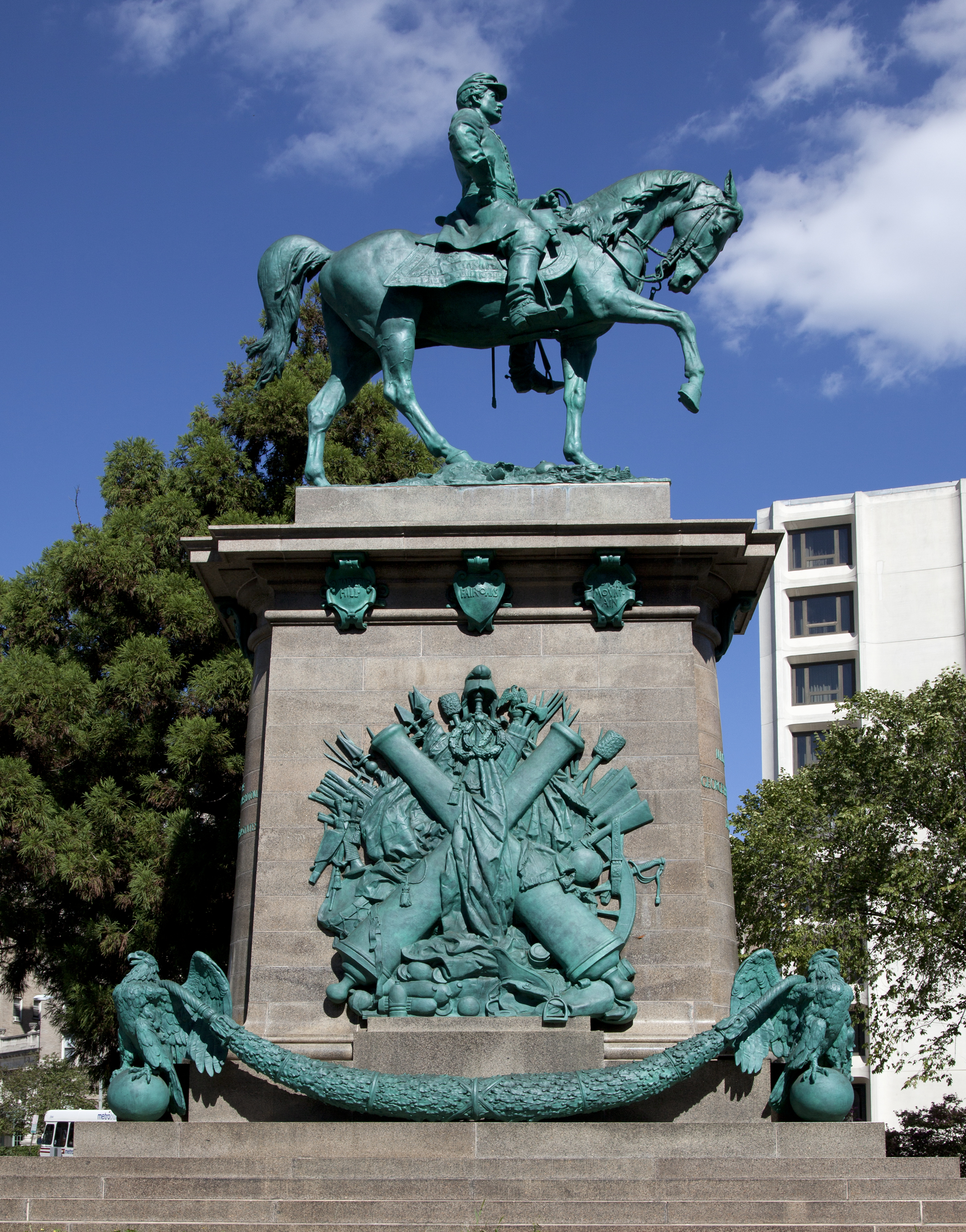
Ruiterstandbeeld van George McClellan in Washington D.C.

In de necrologie die de New York Evening Post over McClellan dat "Waarschijnlijk heeft geen enkele soldaat die zo weinig vocht ooit zulke kwaliteiten als commandant gehad, en laten we daaraan toevoegen, die ook flink bediscussieerd zijn." De discussie over de kwaliteiten van McClellan als commandant zouden nog zeker een eeuw aanhouden en zorgden ervoor dat hij vaak onderaan de lijstjes kwam met de beste generaals uit de Burgeroorlog. Volgens historicus Thomas J. Rowland was McClellan ook slachtoffer geworden van de geschiedschrijving waarin president Lincoln de hemel in werd geprezen. Dit ging vaak ten koste van anderen zoals McClellan. Rowland onderscheidt in zijn boek George B. McClellan and cival war history twee verschillende perioden in de historiografie over McClellan. In de periode voor de Tweede Wereldoorlog waren historici voornamelijk bezig om hem als een verrader en een lafaard af te schilderen of als patriot en genie. Na de oorlog stond er een nieuwe generatie historici op die McClellan als persoon probeerde te plaatsen in de Amerikaanse Burgeroorlog. Ook na de oorlog was er een school van Unionistische historici die McClellan die niet positief waren over de militaire kwaliteiten van de generaal. Toch zijn de meeste historici het er over eens dat hij een competent organisator en administrateur van het leger was.
In de loop der jaren zijn er verschillende dingen naar McClellan vernoemd in Amerika zoals Fort McClellan, een fort van het Amerikaanse leger in de staat Alabama en de McClellan Butte, een berg die onderdeel is van de Cascade Range. In 1853 werd er een ruiterstandbeeld met de beeltenis van hem onthuld in Washington D.C. en een ander ruiterstandbeeld staat voor de ingang van het Stadhuis van Philadelphia. Bij het Arlington National Cemetery is er een poort naar hem vernoemd. Ook is er een park naar hem vernoemd in Milbridge (Maine) dat aan de plaats was geschonken door de zoon van de generaal. Ook een grote luchtmachtbasis, McLellan Airforce base in North Highlands, Sacramento (Californië) is naar hem vernoemd.